# Gare d'Eugene (Oregon)
La gare d'Eugene (ou Southern Pacific Passenger Depot) est une gare ferroviaire des États-Unis située à Eugene en Oregon. Elle est exploitée par Amtrak. C'est une gare avec personnel.

## Histoire
Construite en 1908 par la Southern Pacific Company, la gare a été restaurée en 2004.

## Service des voyageurs

### Accueil
La gare dispose d'une salle d'attente, de toilettes et de cabines téléphoniques.

### Desserte
La gare constitue le terminus sud de la ligne Cascades qui circule jusqu'à Vancouver au nord.
Elle est également desservie par la ligne Coast Starlight qui relie Seattle à Los Angeles.